# Lamesley
Lamesley är en by och en civil parish i Gateshead i Tyne and Wear i England. Orten har 3 742 invånare (2011).